# Hemipyxis philippina
Hemipyxis philippina es una especie de insecto coleóptero de la familia Chrysomelidae.
Fue descrita científicamente en 1996 por Medvedev.